# Kubok SSSR 1991-1992
La Kubok SSSR 1991-1992 fu la 51ª e ultima edizione del trofeo. Vide la vittoria finale della Spartak Mosca, che così conquistò il suo decimo titolo.

## Formula
Fu confermata la formula della precedente edizione i turni con gare di andata e ritorno furono utilizzati per i sedicesimi e gli ottavi di finale, mentre per i restanti turni (tutti ad eliminazione diretta) si giocava una gara unica; in caso di parità si ricorreva ai tempi supplementari; in caso di ulteriore parità venivano calciati i tiri di rigore; nel caso di gare di andata e ritorno valeva la regola dei gol fuori casa.
Le squadre partecipanti furono 80 ed erano previsti in tutto sette turni: i primi due turni erano su gare di sola andata ed erano riservate a tutte le 22 squadre che nel 1991 militavano in Pervaja Liga e 42 della Vtoraja Liga. Dai sedicesimi entravano in gioco le 16 squadre che militavano in Vysšaja Liga nel 1991, che disputavano l'andata in casa.
I turni finali, disputati in primavera, avvennero a dissoluzione dell'URSS completata, e di conseguenza le squadre non russe presero a ritirarsi volontariamente: in particolare la delegazione più numerosa, quella ucraina, abbandonò in massa quando la UEFA riconobbe una prima snella edizione della Coppa d'Ucraina come valevole per l'accesso alla Coppa delle Coppe, ovviamente a condizione di non sfruttare più questo torneo sovietico-russo. Rimase solo il club tagico del CSKA Pamir, eliminato in semifinale.

## Risultati

### Primo turno
Gara unica: tutte le partite furono disputate tra il 17 aprile e il 3 maggio 1991.
| Squadra 1              | Risultato             | Squadra 2               |
| ---------------------- | --------------------- | ----------------------- |
| Zorja                  | -                     | Zarya Beltsy            |
| Karpaty                | [ 2 ]                 | Lori Kirovakan          |
| Avtomobilist Kokand    | 1 – 0                 | Amur Blagoveščensk      |
| Alga Frunze            | 2 – 3                 | Köpetdag Aşgabat        |
| Vorskla                | 0 – 1                 | Nyva Ternopil'          |
| Spartak Nal'čik        | 1 – 0                 | Dinamo Stavropol'       |
| SKA Odessa             | 1 – 2                 | Tiligul                 |
| Nyva Vinnycja          | 3 – 0                 | Tavrija                 |
| Neftyanik Ochtyrka     | 1 – 0                 | Pārdaugava              |
| Khimik Grodno          | 2 – 1                 | Bukovyna Černivci       |
| Goyazan Kazakh         | 4 – 3                 | Kəpəz                   |
| Dinamo Brėst           | 0 – 0 (dts) (6-7 dcr) | Polіssja Žytomyr        |
| Dnjapro Mahilëŭ        | 1 – 0                 | Zimbru Chișinău         |
| Cement Novorossijsk    | 3 – 0                 | Nart Čerkessk           |
| Shahter Qaraǵandy      | 1 – 0                 | Celïnnïk Celinograd     |
| Zenit Iževsk           | 2 – 0                 | Lokokomtiv Nižnij Novg. |
| Traktor Pavlodar       | 2 – 1                 | Qairat                  |
| Torpedo Volžskij       | 3 – 1                 | Šinnik                  |
| Torpedo Vladimir       | 4 – 0                 | Rostsel'maš             |
| Torpedo Rjazan'        | 0 – 0 (dts) (3-1 dcr) | Kotayk'                 |
| Surchan Termez         | 0 – 1                 | Novbahor Namangan       |
| Sokol Saratov          | 2 – 3 (dts)           | Start Ul'janovsk        |
| Metallurg Lipeck       | 3 – 1                 | Dinamo Brjansk          |
| Meliorator Şımkent     | 3 – 1                 | Vachš                   |
| Kryl'ja Sovetov Samara | 3 – 2                 | Zenit San Pietroburgo   |
| Khimik Džambul         | 1 – 0                 | Neftyanik Fergana       |
| Ekibastuzes            | 5 – 2                 | Uralmaš                 |
| Dinamo Barnaul         | 3 – 0                 | Geolog Tjumen'          |
| Družba Majkop          | 3 – 1                 | Dinamo Sukhumi          |
| Asmaral                | 3 – 1                 | Kuban'                  |
| Gastello Ufa           | 4 – 0                 | Fakel Voronež           |
| KAMAZ                  | 0 – 1                 | Rotor                   |

### Secondo turno
Gara unica: tutte le partite furono disputate tra il giugno e il 4 luglio 1991.
| Squadra 1              | Risultato | Squadra 2           |
| ---------------------- | --------- | ------------------- |
| Polіssja Žytomyr       | 4 – 1     | Khimik Grodno       |
| Cement Novorossijsk    | 2 – 1     | Družba Majkop       |
| Tiligul                | 2 – 1     | Karpaty             |
| Rotor                  | 4 – 0     | Start Ul'janovsk    |
| Novbahor Namangan      | 14 – 0    | Meliorator Şımkent  |
| Köpetdag Aşgabat       | 2 – 0     | Zenit Iževsk        |
| Khimik Džambul         | 1 – 0     | Avtomobilist Kokand |
| Spartak Nal'čik        | 5 – 0     | Zorja               |
| Neftyanik Ochtyrka     | 2 – 1     | Dnjapro Mahilëŭ     |
| Traktor Pavlodar       | 2 – 0     | Shahter Qaraǵandy   |
| Dinamo Barnaul         | 3 – 0     | Ekibastuzes         |
| Nyva Ternopil'         | 3 – 0     | Nyva Vinnycja       |
| Kryl'ja Sovetov Samara | 2 – 1     | Torpedo Volžskij    |
| Metallurg Lipeck       | 1 – 0     | Torpedo Rjazan'     |
| Gastello Ufa           | 2 – 0     | Goyazan Kazakh      |
| Asmaral                | 1 – 0     | Torpedo Vladimir    |

### Terzo turno
Turno disputato su gare di andata e ritorno: le partite di andata furono disputate tra il 3 e il 4 settembre 1991, mentre quelle di ritorno tra il 25 settembre e il 17 novembre 1991.
| Squadra 1              | Totale      | Squadra 2           | Andata | Ritorno     |
| ---------------------- | ----------- | ------------------- | ------ | ----------- |
| Khimik Džambul         | -           | Dnepr               | 1 - 0  | -           |
| Spartak Nal'čik        | -           | Šachtar             | 1 - 1  | -           |
| Nyva Ternopil'         | -           | Ararat              | 3 - 1  | -           |
| Rotor                  | 5 - 4       | Spartak Vladikavkaz | 4 - 3  | 1 - 1       |
| Tiligul                | 0 - 5       | CSKA Pamir          | 0 - 1  | 0 - 4       |
| Dinamo Barnaul         | 1 - 3       | Dinamo Mosca        | 1 - 1  | 0 - 2       |
| Polіssja Žytomyr       | 2 - 2 (gfc) | Dinamo Minsk        | 2 - 2  | 0 - 0       |
| Neftyanik Ochtyrka     | 1 - 8       | Dinamo Kiev         | 1 - 4  | 0 - 4       |
| Kryl'ja Sovetov Samara | 5 - 4       | Torpedo Mosca       | 2 - 2  | 3 - 2 (dts) |
| Traktor Pavlodar       | 3 - 4       | Lokomotiv Mosca     | 3 - 1  | 0 - 3       |
| Gastello Ufa           | 3 - 6       | Spartak Mosca       | 2 - 4  | 1 - 2       |
| Metallurg Lipeck       | 1 - 7       | Paxtakor            | 0 - 0  | 1 - 7       |
| Köpetdag Aşgabat       | 6 - 3       | Metalurh Zaporižžja | 5 - 1  | 1 - 2       |
| Novbahor Namangan      | 2 - 3       | Metalist            | 2 - 0  | 0 - 3       |
| Asmaral                | 2 - 5       | CSKA Mosca          | 0 - 2  | 2 - 3       |
| Cement Novorossijsk    | 0 - 5       | Čornomorec'         | 0 - 3  | 0 - 2       |

### Ottavi di finale
Turno disputato su gare di andata e ritorno: le partite di andata furono disputate tra il 21 novembre 1991 e il 24 febbraio 1992, mentre quelle di ritorno tra il 25 novembre 1991 e il 20 marzo 1992.
| Squadra 1              | Totale          | Squadra 2       | Andata | Ritorno     |
| ---------------------- | --------------- | --------------- | ------ | ----------- |
| CSKA Pamir             | -               | -               | -      | -           |
| Dinamo Kiev            | -               | Dinamo Minsk    | 2 - 0  | -           |
| Köpetdag Aşgabat       | 1 - 2           | Spartak Mosca   | 0 - 0  | 1 - 2       |
| Metalist               | 4 - 2           | Dnepr           | 3 - 0  | 1 - 2       |
| Paxtakor               | 3 - 4           | CSKA Mosca      | 1 - 1  | 2 - 3       |
| Čornomorec'            | 2 - 2 (7-6 dcr) | Šachtar         | 2 - 0  | 0 - 2 (dts) |
| Kryl'ja Sovetov Samara | 1 - 0           | Rotor           | 0 - 0  | 1 - 0       |
| Dinamo Mosca           | 1 - 2           | Lokomotiv Mosca | 1 - 0  | 0 - 2       |

### Quarti di finale
L'unica partita fu disputata il 20 marzo 1992.
| Squadra 1              | Risultato   | Squadra 2     |
| ---------------------- | ----------- | ------------- |
| CSKA Pamir             | -           | -             |
| Lokomotiv Mosca        | -           | Metalist      |
| CSKA Mosca             | -           | Čornomorec'   |
| Kryl'ja Sovetov Samara | 0 – 1 (dts) | Spartak Mosca |

### Semifinali
Le partite furono disputate in gare di sola andata il 16 e il 17 aprile 1992.
| Squadra 1       | Risultato | Squadra 2     |
| --------------- | --------- | ------------- |
| CSKA Mosca      | 2 – 0     | CSKA Pamir    |
| Lokomotiv Mosca | 0 – 2     | Spartak Mosca |

- Spartak Mosca già qualificata in Coppa delle Coppe in quanto finalista contro i campioni nazionali.

### Finale
| Mosca 10 maggio 1992, ore 17:00 MSK                    | Spartak Mosca | 2 – 0 referto | CSKA Mosca | Stadio Centrale Lenin (42.000 spett.) |
| \| \| \| \| \| Besčastnych 20’, 35’ \| Marcatori \| \| |               |               |            |                                       |
|                                                        |               |               |            |                                       |
| Besčastnych 20’, 35’                                   | Marcatori     |               |            |                                       |